# Stetten SH
| SH ist das Kürzel für den Kanton Schaffhausen in der Schweiz. Es wird verwendet, um Verwechslungen mit anderen Einträgen des Namens Stetten zu vermeiden. |

Stetten ist eine politische Gemeinde des Kantons Schaffhausen in der Schweiz.

## Geographie
Stetten befindet sich auf einer Anhöhe einige Kilometer nordöstlich der Stadt Schaffhausen auf ca. 570 m über Meer.
Bedingt durch die erhöhte Lage und den stark kalkhaltigen Boden finden sich in Stetten kaum Oberflächengewässer. Eine Ausnahme bilden die tiefer gelegenen Weiher beim Schloss Herblingen.

## Geschichte
Stetten wurde 1080 erstmals urkundlich erwähnt. Die Klöster St. Agnes in Schaffhausen und St. Katharinental in Diessenhofen waren Besitzer der Güter von Stetten. 1529 und 1534 trennten die Klöster sich von dem Besitz und Stetten kam zu Schaffhausen. 1820/1821 erwarb sich das Dorf ein eigenes Siegel. Die liegende Mondsichel ist bis heute das Gemeindewappen. Bei einem grossen Gewitter im September 1836 wurde Stetten am härtesten getroffen. Mehrere Häuser wurden stark beschädigt und viele Felder verwüstet.
Während des Ersten Weltkriegs baute die Georg Fischer AG für ihre Arbeiter die Mustersiedlung Pantli. 26 Wohnungen für 120 Arbeiter entstanden am südlichen Gemeindeende. 1975 wurde alles wieder abgerissen.

Stetten war bis in die fünfziger Jahre ein armes Dorf, dessen Bewohner zum grössten Teil von der Landwirtschaft lebten. Schon Mitte der 50er Jahre wurden die ersten Städter auf die gute Wohnlage Stettens aufmerksam. Mit dem Einsetzen einer immer besser werdenden Wirtschaftslage und mit wachsender Mobilität der Bevölkerung wurde der Wunsch des Wohnens auf dem Lande aktueller. Bauland in Stetten war gefragt, eine rege Bautätigkeit setzte ein, die sich bis ins 21. Jahrhundert fortsetzt. Alte Bauernhäuser wurden gekauft und mit grossem Aufwand renoviert und ausgebaut.

Historisches Luftbild von Werner Friedli von 1960

Heute ist Stetten ein typisches Wohndorf mit Stadtnähe, tiefem Steuerfuss und ruhiger, ländlicher Umgebung. Der grösste Teil der erwerbstätigen Wohnbevölkerung findet seinen Arbeitsplatz auswärts. Nur wenige arbeitet in der Gemeinde, sei es in der Landwirtschaft, in den wenigen Gewerbebetrieben des Dorfes oder in der Schule. Um der Gefahr entgegenzuwirken, dass Stetten zur Schlafgemeinde wird, wird versucht das Dorfleben aktiv zu gestalten. Mit der Stettemer Chilbi am 1. Sonntag im Mai sowie dem 1. August finden Dorffeste statt. Die Feuerwehr (geführt als Feuerwehrverband VOR Oberer Reiat) ist zu einem gesellschaftlichen Treffpunkt geworden, ohne dass die primären Aufgaben vernachlässigt würden. Fast alle Frauen nehmen die Gelegenheit wahr, im Landfrauenverein dabei zu sein. Die Anlässe der Dorfvereine bilden eine Gelegenheit, einander und das Dorf besser kennenzulernen.
Ab 2004 wurde das neue 100'000 m² grosse Baugebiet Schalmenacker im Osten des Dorfes erschlossen. Parallel dazu wurde eine neue, moderne Siedlungsentwässerungsanlage gebaut mit den Elementen Retentionsbecken und Regenstapelbecken. Der Anschluss ans städtische Erdgasnetz konnte ebenfalls realisiert werden. Im Gebiet Schlossholz wurde zudem ein Amphibiengebiet von nationaler Bedeutung aufgewertet mit neuen flachen Weihern, die den seltenen Springfrosch und Laubfrosch Lebensraum bieten sollen.
Mit dem Bus fahren die Stettemer Kinder in die weiterführenden Schulen in der Stadt.

## Wappen
Blasonierung
In rot eine liegende gelbe Mondsichel.
In den Akten von Stetten wird 1749 bereits ein «Zeichen» erwähnt. Ob es sich dabei bereits um das Wappen oder nur die Initialen handelt, lässt sich nicht herausfinden. Erstmals tauchte ein Gemeindesiegel 1820 auf. Es stellt eine liegende Mondsichel dar. Wie es zu diesem Wappen kam, lässt sich nicht mit Sicherheit feststellen. Vielleicht diente als Vorlage das Wappen eines Amtmannes von Schaffhausen, die als Vögte oder Kirchenpfleger Akten siegelten. Von diesen trugen mindestens drei Geschlechter eine Mondsichel im Wappen. Bei der Bereinigung 1951 behielt man dieses Wappen bei.

## Bevölkerung
Stetten zeichnet sich seit einigen Jahren durch ein starkes Bevölkerungswachstum aus.
| Bevölkerungsentwicklung | Bevölkerungsentwicklung |
| Jahr                    | Einwohner               |
| ----------------------- | ----------------------- |
| 1850                    | 270                     |
| 1880                    | 260                     |
| 1900                    | 221                     |
| 1910                    | 235                     |
| 1930                    | 390                     |
| 1950                    | 341                     |
| 1970                    | 391                     |
| 1990                    | 639                     |
| 2006                    | 1005                    |
| 2008                    | 1089                    |
| 2010                    | 1151                    |
| 2012                    | 1269                    |

## Verkehr
Stetten wird durch die Reiatlinie (Linie 24) von SchaffhausenBus von Schaffhausen nach Opfertshofen bedient. Die Haltestellen zwischen Lohn und Herblingen heissen wie folgt: Staaringelacker, Sonne (nur auf Schüler-, Entlastungs- und Nachtkursen am Wochenende), Vorderdorf, Rietwies und Braati.

## Sehenswürdigkeiten
- Schloss Herblingen
- alte Häuser vor allem im Dorfkern

## Persönlichkeiten
- Christian Amsler (* 1963), Politiker (FDP), Gemeindepräsident 2000–2008, Regierungsrat